# Diego González (Fußballspieler, 1996)
Diego González, vollständiger Name Diego Andrés González Maneiro, (* 28. Mai 1996 in Montevideo) ist ein uruguayischer Fußballspieler.

## Karriere
Der 1,72 Meter große Defensivakteur González steht seit der Saison 2016 im Profikader des Zweitligisten Canadian Soccer Club. Dort debütierte er unter Trainer Matías Rosa am 10. September 2016 bei der 1:2-Auswärtsniederlage gegen den Club Atlético Rentistas mit einem Startelfeinsatz in der Segunda División. In der Saison 2016 bestritt er zwei Zweitligaspiele ohne persönlichen Torerfolg für den Klub.